# Rudolf Linse
Nils Rudolf Linse, född 15 juli 1884 i Hyby församling, Malmöhus län, död  18 december 1968 i Lunds allhelgonaförsamling, var en svensk elektroingenjör.
Efter mogenhetsexamen i Lund 1904 studerade Linse vid Kungliga Tekniska högskolans avdelning för elektroteknik 1904–07 och vid Technische Hochschule i Charlottenburg 1908–09. Han var ritare vid Nya Förenade Elektriska AB i Stockholm 1907–08, ingenjör vid AEG i Berlin 1909–12, driftsingenjör vid Malmö stads elektricitetsverk 1912–15, representant i Ryssland för Jönköpings Mekaniska Verkstads AB 1915–17, verkställande direktör för Société Anonyme Gentele & Co. i Moskva 1918–20, chef för Juneverkens försäljningskontor i Stockholm 1920–22, föreståndare för Luleå stads elektricitetsverk 1923–27 och chef för Jönköpings stads gas- och elektricitetsverk samt Jönköpings spårvägar 1927–49, tillika verkställande direktör för Södra Vätterns Kraft AB från 1927 och för Jönköping-Huskvarna Trafikbolag från 1932.